# Mojo Alcantara

Ubicació de Mojo Alcantara dins de la província

Mojo Alcantara (sicilià Moju d'Alcàntara) és un municipi italià, dins de la ciutat metropolitana de Messina. L'any 2009 tenia 767 habitants. Limita amb els municipis de Castiglione di Sicilia (CT), Malvagna i Roccella Valdemone.

## Administració
| Període | Identitat              | Partit        |
| ------- | ---------------------- | ------------- |
| 2005-   | Antonino Angelo Piazza | Llista cívica |